# Chalcocopris hesperus
Chalcocopris hesperus är en skalbaggsart som beskrevs av Olivier 1789. Chalcocopris hesperus ingår i släktet Chalcocopris och familjen bladhorningar. Inga underarter finns listade i Catalogue of Life.